# Osłomuł

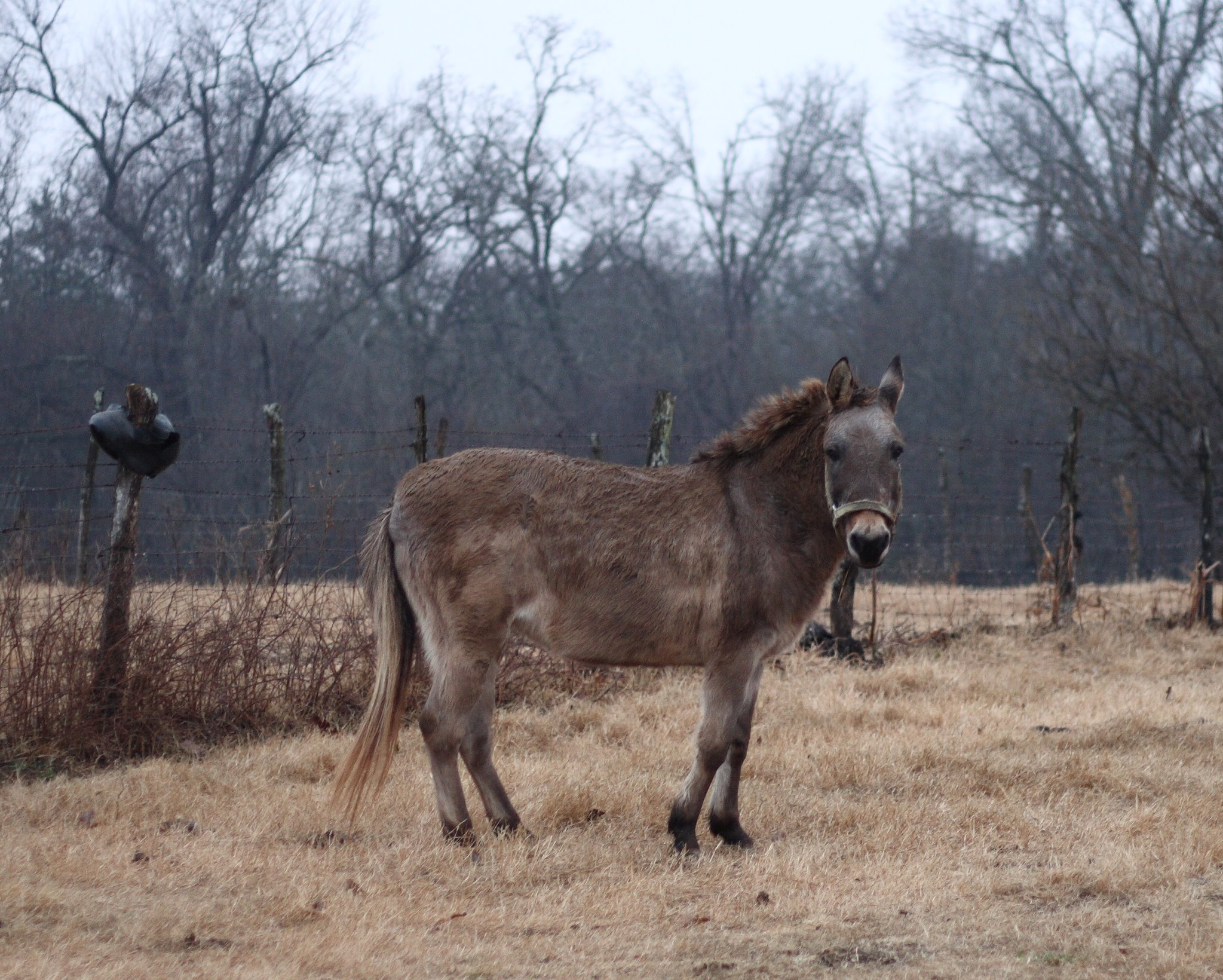
Osłomuł

Osłomuł lub oślik – mieszaniec międzygatunkowy ogiera konia domowego z klaczą osła. Całkowicie bezpłodny. Zewnętrznie podobny bardziej do matki. Sierść szarej maści, na brzuchu jasna, posiada typowo ośle uszy oraz cienki zakończony pęczkiem ogon. Jest niższy i słabszy od muła i dlatego jest dużo rzadziej hodowany. Czasami wykorzystywany w zastępstwie osła w onoterapii.